# 卡拉瓦蒂亞尼山
16°13′10″S 68°8′42″W / 16.21944°S 68.14500°W
卡拉瓦蒂亞尼山（Qala Wathiyani），是玻利維亞的山峰，位於該國西部拉巴斯省的佩德羅多明戈穆里略省，屬於安第斯山脈中玻利維亞瑞阿爾山脈的一部分，海拔高度4,794米。